# Gary Reed (Leichtathlet)

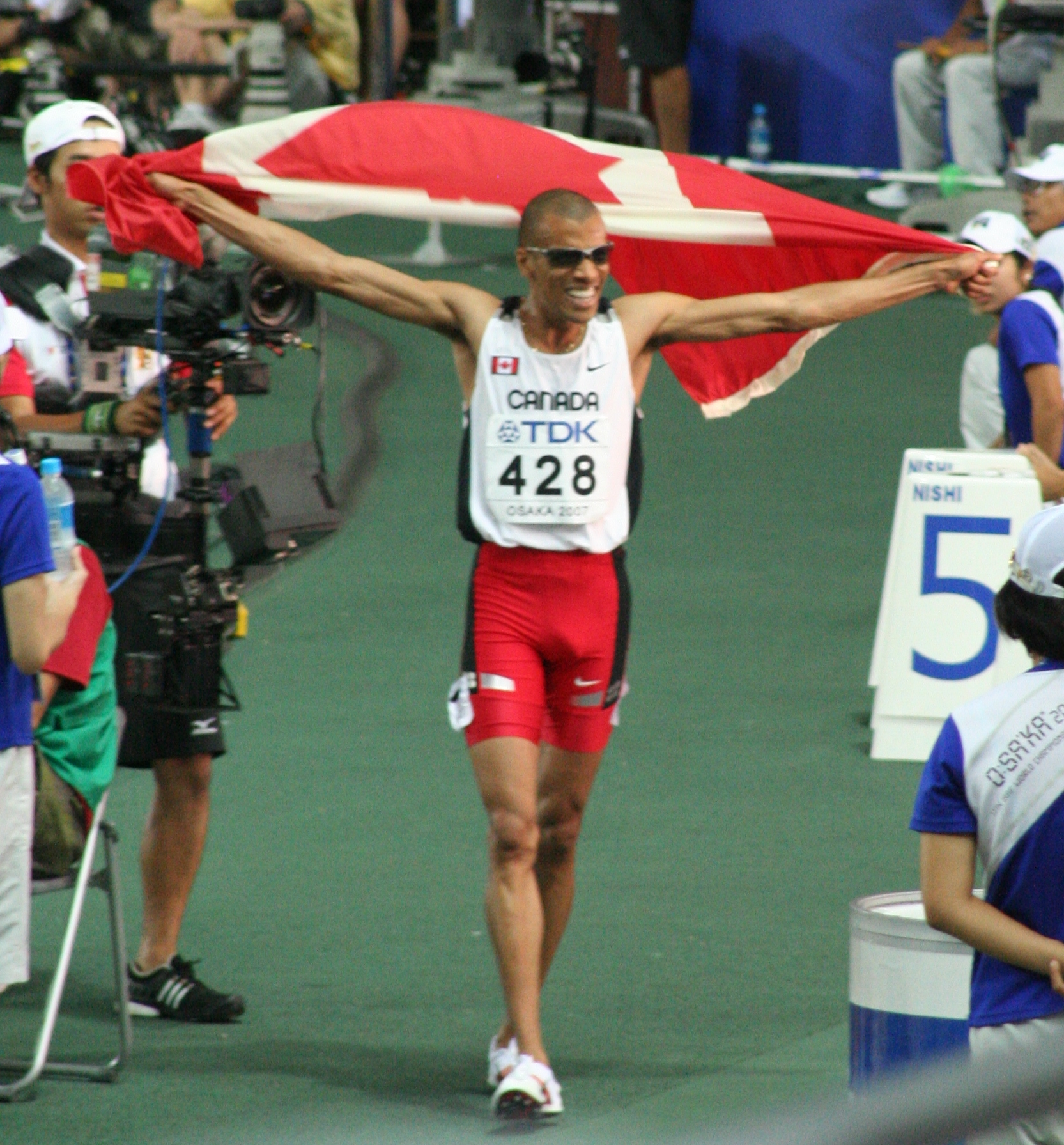
Gary Reed nach dem Gewinn der Silbermedaille bei den Weltmeisterschaften 2007 in Osaka.

Gary Reed (* 25. Oktober 1981 in Corpus Christi, Texas) ist ein kanadischer Mittelstreckenläufer, der sich auf die 800-Meter-Strecke spezialisiert hat.

## Karriere
Den ersten großen internationalen Auftritt hatte Reed bei den Weltmeisterschaften 2003 in Paris/Saint-Denis. Mit einer Zeit von 1:48,69 min über die 800 Meter qualifizierte er sich als Dritter seines Vorlaufes nicht für das Halbfinale.
Dies gelang ihm dann ein Jahr später bei den Olympischen Spielen 2004 in Athen. Im Halbfinale schied er dann jedoch aus, mit einer Zeit von 1:47,38 min wurde er im zweiten Halbfinallauf nur Siebter. Seinen Vorlauf hatte er in 1:46,7 min gewonnen.
Wiederum ein Jahr später kam er bei den Weltmeisterschaften in Helsinki dann schließlich auch ins Finale. Mit 1:46,20 min belegte er dort Rang acht.
Im Jahr 2006 wuchs durch seine guten Zeiten sein internationaler Bekanntheitsgrad. Am 27. August lief er beim Sportfest in Rieti einen kanadischen Rekord. Die 800 Meter bewältigte er in 1:43,93 min. Dies war der endgültige Sprung in die Weltspitze.
Auf internationalem Parkett bewies er dies ein Jahr später bei den Weltmeisterschaften in Osaka, wo er die Silbermedaille gewann. Nach einer langsamen ersten Runde von 55 Sekunden führte Reed vor dem später viertplatzierten Abraham Chepkirwok aus Uganda das Feld an. Auf der Zielgeraden kam es schließlich zu einem heftigen Schlussspurt zwischen Reed und dem Kenianer Alfred Kirwa Yego. In 1:47,10 min erreichte Reed nur eine Hundertstelsekunde nach Yego das Ziel.
Bei den Olympischen Spielen 2008 in Peking wurde er Vierter, bei den Weltmeisterschaften 2009 in Berlin schied er im Halbfinale aus.

## Persönliche Bestzeiten
- 400 m: 46,45 s, 11. Juni 2006, Victoria (British Columbia)
- 800 m: 1:43,68 min, 29. Juli 2008, Monaco
- 1000 Meter: 2:18,68 min, 7. August 2007, Stockholm